# Doro Pesch
Doro Pesch (født 3. juni 1964 i Düsseldorf) er en tysk Heavy Metalsangerinde. Hun var i 1980'erne sangerinde i bandet Warlock, men skabte i 1990'erne en solokarriere.

## Biografi
Doro var en af få kvindelige vokalister fra 1980'ernes heavy metal scene. Oprindelig var hun i bandet Snakebite, men forlod dette i 1983 for fro at være med i bandet Warlock. Etter det fjerde studiealbum, Triumph And Agony, i 1987, havde der været så mange udskiftninger i bandet at hun var det eneste oprindelige medlem som var tilbage. Da hun skiftede pladeselskab ændrede hun navnet på bandet (teknisk set et nyt band) til Doro, da rettighederne til navnet Warlock tilhørte det gamle pladeselskab. Det femte album Force Majure (1989) var da under navnet Doro, og bandet Doros debutalbum. 
Doro bor nu, 2009, i New York og har en solokarriere.

## Diskografi

### Warlock

#### Studioalbum
- Burning the Witches (1984)
- Hellbound (1985)
- True As Steel (1986)
- Triumph And Agony (1987)

#### Samlealbum
- Rare Diamonds (1991)
- Earth Shaker Rock (1998)

#### EP-er
- You Hurt My Soul (1985)

#### Singler
- Fight for Rock (1986)

#### Demoer
- Mausoleum Demo (1983)

### Doro
- Force Majeure (1989)
- Doro – produsert av Gene Simmons (1990)
- Rare Diamonds (1991)
- True At Heart (1991)
- Angels Never Die (1993)
- Bad Blood (1993)
- Doro Live – innspilt på konserter i Tyskland på Angels Never Die turne (1993)
- Machine II Machine (1995)
- Machine II Machine: Electric Club Mixes (1995)
- Love Me In Black (1998)
- Calling The Wild (2000)
- Fight (2002)
- Warrior Soul (2006)

#### Opsamlingsalbum
- The Ballads (1998)
- Best Of (1998)
- Classic Diamonds (2004)
- 20 Years A Warrior Soul – fan box set, med DVD, [2006)

#### Singler
- Burn It Up (2000)
- Ich will Alles (2000)
- White Wedding (2001)
- Let Love Rain On Me (2004)
- In Liebe und Freundschaft (single, 2005)

#### DVD
- Für Immer – dobbel-DVD (2003)
- Classic Diamonds – The DVD (2004)